# Y.S.C.C.横浜 (フットサル)
Y.S.C.C.横浜（ワイエスシーシーよこはま）は、日本の神奈川県横浜市をホームタウンとする、日本フットサルリーグ（Fリーグ）に加盟するフットサルクラブチーム。運営法人は特定非営利活動法人横浜スポーツアンドカルチャークラブ（日本プロサッカーリーグ（Jリーグ）に加盟する横浜スポーツ&カルチャークラブ（Y.S.C.C.横浜）の運営会社）である。

## 歴史
特定非営利活動法人横浜スポーツアンドカルチャークラブにより2011年に創設。2013年に「ファンタースソールトラップ横浜」（神奈川県フットサルリーグ1部）と合併し、以降は神奈川県1部で活動していた。
2018年1月18日には日本フットサルリーグ（Fリーグ）への加盟が承認され、2018-19シーズンからの2部制導入により新設されるFリーグディビジョン2（F2）へ参加が承認された。2018-19シーズンはボアルース長野に次ぐ2位となり、F1参入プレーオフへの出場を逃した。
2019年4月20日、株式会社吉野家とオフィシャルパートナー契約を締結。2019-20シーズンにはF2リーグで優勝し、Fリーグディビジョン1（F1）への昇格を決めた。
2021年9月10日、ワールドカップ予選日本代表戦のためサッカーミャンマー代表として来日していたピエ・リヤン・アウンがミャンマーの国内情勢から難民亡命申請後、サッカーをする環境を与えるためにチームに受け入れる。同時に元サッカー日本代表の松井大輔を獲得。
アウンはクラブの早朝の練習時間、日本語習得、フットサル転向などでフィットしきれなかったが、松井大輔は1シーズン目はフットサルの感覚と怪我に苦労しながらも2シーズン目となる2022-2023シーズンには第二セットのピヴォとしてフィット。
さらにリッツィなど外国人選手の獲得、日本代表にも選出された堤優太やゴレイロ矢澤大夢、井戸孔晟の成長などもあり、関東リーグでの実績もある鳥丸太作監督の就任で練習時間の変更もあってF1昇格後順調に順位は上がっている。
鳥丸は2023-24シーズンを持って退任。
クラブOBでもある元日本フットサル代表稲葉洸太郎の監督就任を前提とした契約が発表された。

## 成績
| 年度    | 所属 | 順位 | 勝点 | 試合 | 勝   | 分  | 敗  | 得 | 失 | 得失 | オーシャン杯 | 全日本選手権 | 監督       | 備考                                                   |
| 2018-19 | F2   | 2位  | 30   | 14   | 10   | 0   | 4   | 74 | 27 | +47  | 1回戦敗退    | 2回戦敗退    | 前田佳宏   |                                                        |
| 2019-20 | F2   | 1位  | 38   | 14   | 12   | 2   | 0   | 84 | 23 | +61  | 2回戦敗退    |              | 前田佳宏   | F1に自動昇格                                           |
| 2020-21 | F1   | 11位 | 9    | 22   | 2    | 3   | 17  | 39 | 79 | -40  |              |              | 前田佳宏   |                                                        |
| 2021-22 | F1   | 10位 | 23   | 22   | 6    | 5   | 11  | 48 | 58 | -10  |              |              | 前田佳宏   |                                                        |
| 2022-23 | F1   | 8位  | 32   | 22   | 10   | 2   | 10  | 56 | 51 | +5   |              |              | 鳥丸太作   |                                                        |
| 2023-24 | F1   | 7位  | 40   | 22+5 | 10+2 | 3+1 | 9+2 | 79 | 68 | +11  |              |              | 鳥丸太作   | レギュラーシーズン7位、ファイナルステージ下位リーグ1位 |
| 2024-25 | F1   |      |      |      |      |     |     |    |    |      |              |              | 稲葉洸太郎 |                                                        |

## ユニフォーム

### チームカラー
- 水色
- 白
- オレンジ

### ユニフォームスポンサー
| 年度 | 胸     | 鎖骨左          | 鎖骨右 | 背中上部          | 背中下部                  | 袖           | パンツ          | サプライヤー |
| 2019 | 吉野家 | 新横浜 整形外科 | SANYO  | モノオク          | ノア・フットサル ステージ | 岩井の胡麻油 | 神楽坂 スポーツ | younger      |
| 2020 | 吉野家 | miraire         | SANYO  | UNIVERSE FRONTIER | ノア・フットサル ステージ | 岩井の胡麻油 | 神楽坂 スポーツ | younger      |

## 歴代所属選手
- 稲葉洸太郎（2018 - 2020）
- 田淵ラファエル広史（2021 -2022）
- 松井大輔（2021 - 2023）
- ピエ・リアン・アウン（2021 - 2022）
- 堤優太 （2021-2024）